# Käringen, Borgå
Käringen är en ö i Finland. Den ligger i Finska viken och i kommunen Borgå i den ekonomiska regionen  Borgå i landskapet Nyland, i den södra delen av landet. Ön ligger omkring 35 kilometer nordöst om Helsingfors.
Öns area är 1,9 hektar och dess största längd är 190 meter i nord-sydlig riktning.